# Ericeia plaesiodes
Ericeia plaesiodes là một loài bướm đêm trong họ Erebidae.